# مسلة أكسوم
مسلة أكسوم (بالأمهرية የአክሱም ሐውልት ) تقع بمدينة أكسوم في إثيوبيا التي كانت مركزا لحضارة إثيوبيا قبل دخول المسيحية إليها,أنشئت قبل 1،700 ويبلغ طولها 24 مترا وتزن 160 طن وهي مصنوعة من الجرانيت.

## سرقتها
قامت إيطاليا بسرقه هذه المسله عام  1941 وقامت بنقلها الي إيطاليا بعد ان قطعتها الي ثلاث قطع وظلت إثيوبيا تطالب بها حتي أعادتها إيطاليا عام 2005